# Ulica Wiśniowa w Katowicach
Ulica Wiśniowa w Katowicach – ulica w Katowicach, położona w północno-zachodniej części miasta, w graniach dzielnicy Załęże. 
Rozpoczyna swój bieg od skrzyżowania z ulicą Gliwicką. Następnie krzyżuje się z ulicą J. Skrzeka. Kończy swój bieg przy skrzyżowaniu z ulicą Obroki, ulicą J. Pukowca i ulicą S. Kossutha, za wiaduktem kolejowym przed osiedlem W. Witosa.

## Charakterystyka

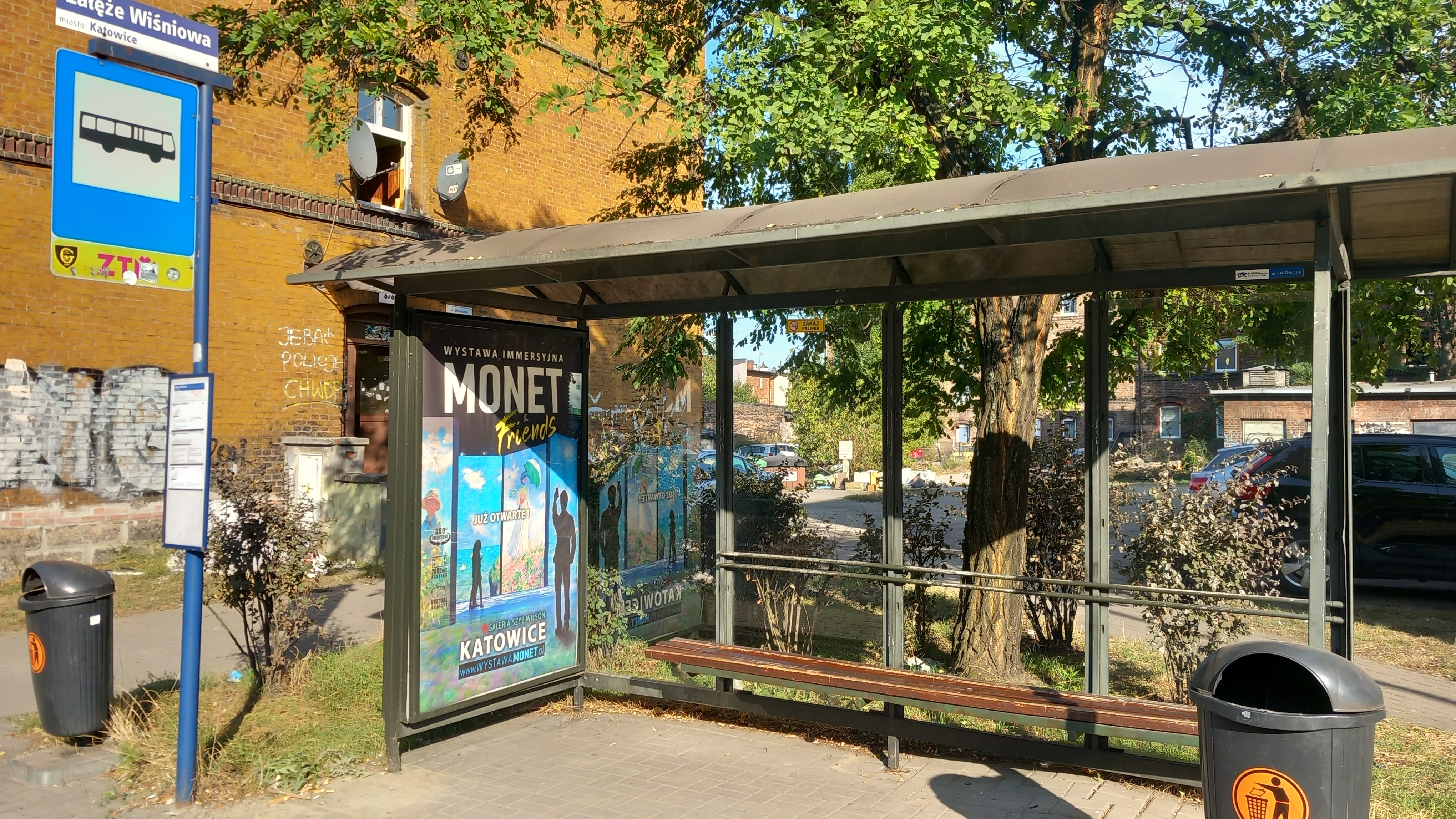
Przystanek autobusowy ZTM Załęże Wiśniowa (2024)

Ulica Wiśniowa to droga powiatowa nr 6547S klasy drogi lokalnej. Jezdnia ulicy o szerokości 6,8 m posiada nawierzchnię bitumiczną, a długość ulicy wynosi 261 m. Jest w administracji Miejskiego Zarządu Ulic i Mostów w Katowicach, w systemie TERYT widnieje pod numerem 24412, a kody pocztowe dla adresów wzdłuż ulicy to 40-860 (numery parzyste) i 40-861 (numery nieparzyste). Drogą kursują autobusy Zarządu Transportu Metropolitalnego (ZTM). Znajduje się tutaj przystanek autobusowy Załęże Wiśniowa, a na północ od niej, przy ulicy Gliwickiej przystanek tramwajowy o tej samej nazwie.
Ulica Wiśniowa ma układ równoleżnikowy i jest bezpośrednim łącznikiem dzielnic Załęże i Osiedle Witosa, a cała jezdnia ulicy znajduje się w granicach pierwszej z tych dzielnic. Wzdłuż ulicy przebiega trasa rowerowa nr 103, a także szlak turystyczny – Szlak Dwudziestopięciolecia PTTK. 
Ulica Wiśniowa zabudowana jest familokami osiedla kopalni „Kleofas”. Są to budynki wolnostojące trój- i czterokondygnacyjne. Na ich zapleczu znajduje się wysoki blok mieszkalny.
W połowie listopada 2024 roku w systemie REGON zarejestrowanych było około 30 podmiotów gospodarczych z siedzibą przy ulicy Wiśniowej, w tym m.in.: Stowarzyszenie Górnośląski Klaster Kreatywny (ul. Wiśniowa 7a), zakład ślusarski, sklep ogólnospożywczy i inne. Wierni rzymskokatoliccy mieszkający przy ulicy Wiśniowej przynależą do parafii św. Józefa.  

## Historia

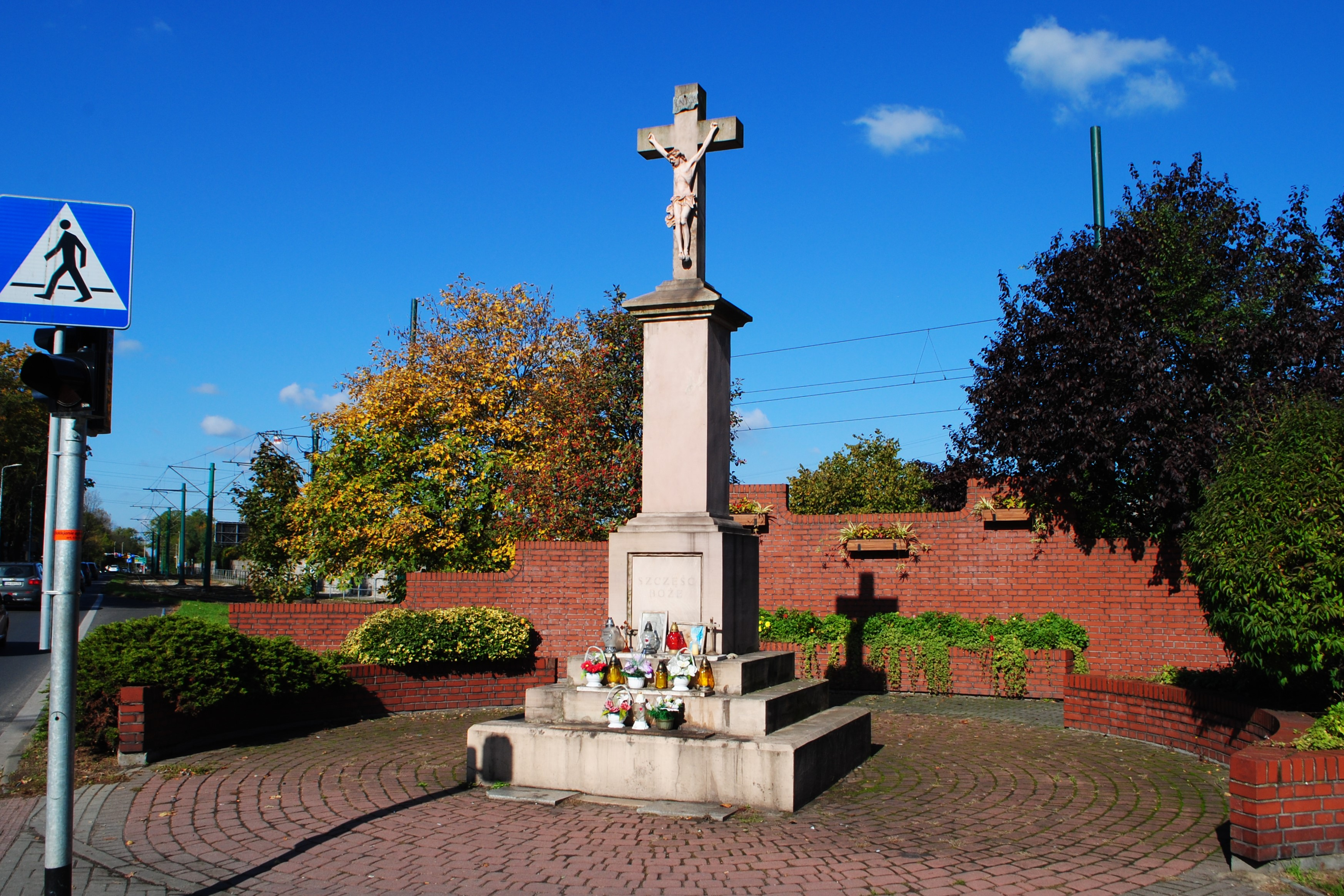
Krzyż przy skrzyżowaniu ulic Gliwickiej i Wiśniowej (2024)

Droga w śladzie późniejszej ulicy Wiśniowej przed 1826 roku była częścią starej trasy do Radoszów i Kochłowic, łącząca folwarki Obroki i Niedźwiezdziniec (jej kontynuacją była późniejsza ulica Obroki). Po 1846 roku została podzielona, a w latach 80. XIX wieku jej przebieg wyprostowano.
Na przełomie XIX i XX wieku dla pracowników kopalni „Cleophas” (późniejszy „Kleofas”) zbudowano w rejonie późniejszych ulic F. Bocheńskiego, Lisa i Wiśniowej kolonię robotniczą. Jako pierwsze z obiektów kolonii powstały dwa domy noclegowe w rejonie późniejszego skrzyżowania ulic Gliwickiej i Wiśniowej, po czym przystąpiono do budowy kolejnych familoków dla pracowników kopalni i ich rodzin. Przy ulicy Wiśniowej powstał konsum, a niedaleko skrzyżowania z ulicą Gliwicką piekarnia (niem. backhaus, śl. piekarniok) i pralnia.

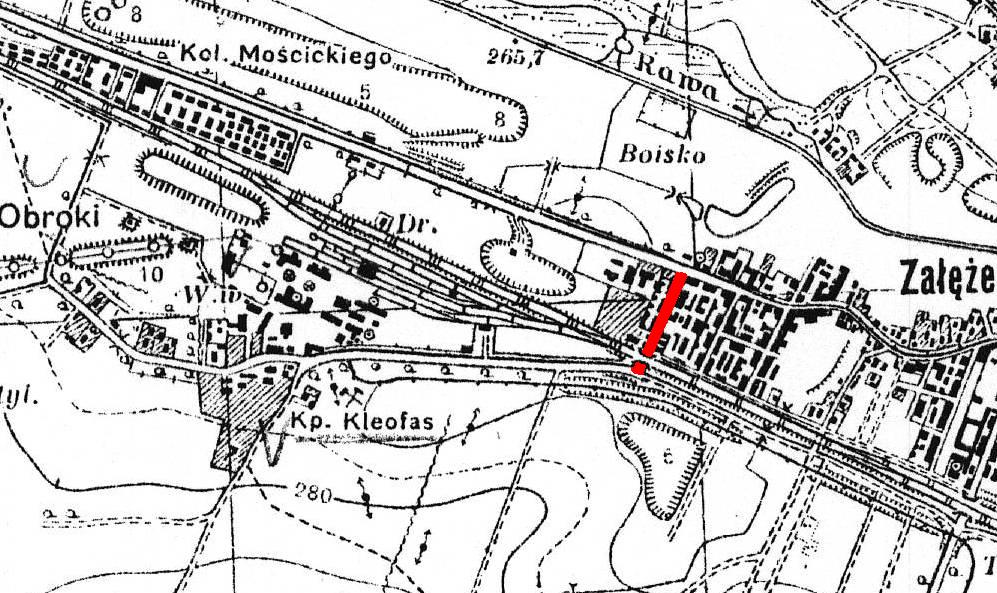
Ulica Wiśniowa zaznaczona na mapie wydanej w 1933 roku

Familoki na całej długości ulicy były już widoczne na mapie wydanej w 1902 roku, a ulica Wiśniowa była wówczas drogą dojazdową do kopalni. W 1900 roku drodze nadano nazwę Reckestrasse. Na początku XX wieku została zlikwidowana znajdująca się tam kaplica, w latach międzywojennych postawiono krzyż na pamiątkę przyłączenia gminy Załęże do Polski.
W 1925 roku drogę przemianowano na ulicę Thomasa W. Wilsona, wcześniej pod nazwą Bermannstrasse, a później ulica Górnicza. W latach 1939–1945 ulica miała nazwę Bergmannstrasse, po czym przywrócono poprzednią nazwę, a w 1951 roku drogę przemianowano na ulicę Wiśniową.
W latach 60. i 70. XX wieku wybudowano dwa wielopiętrowe bloki przy ulicy Wiśniowej 7a i Gliwickiej 208, a także niższe przy ulicy J. Skrzeka, w miejsce ogródków działkowych. Wzniesiono wówczas budynki trój- i jedenastokondygnacyjne. Na lata 80. XX wieku przewidywano wyburzanie domów przy ulicy Gliwickiej na odcinku od ulicy Wiśniowej do ulicy P. Pośpiecha, gdzie miał powstać duży węzeł drogowy dla ruchu samochodowego i tramwajowego. Ostatecznie tej inwestycji nie zrealizowano.

## Obiekty zabytkowe i historyczne

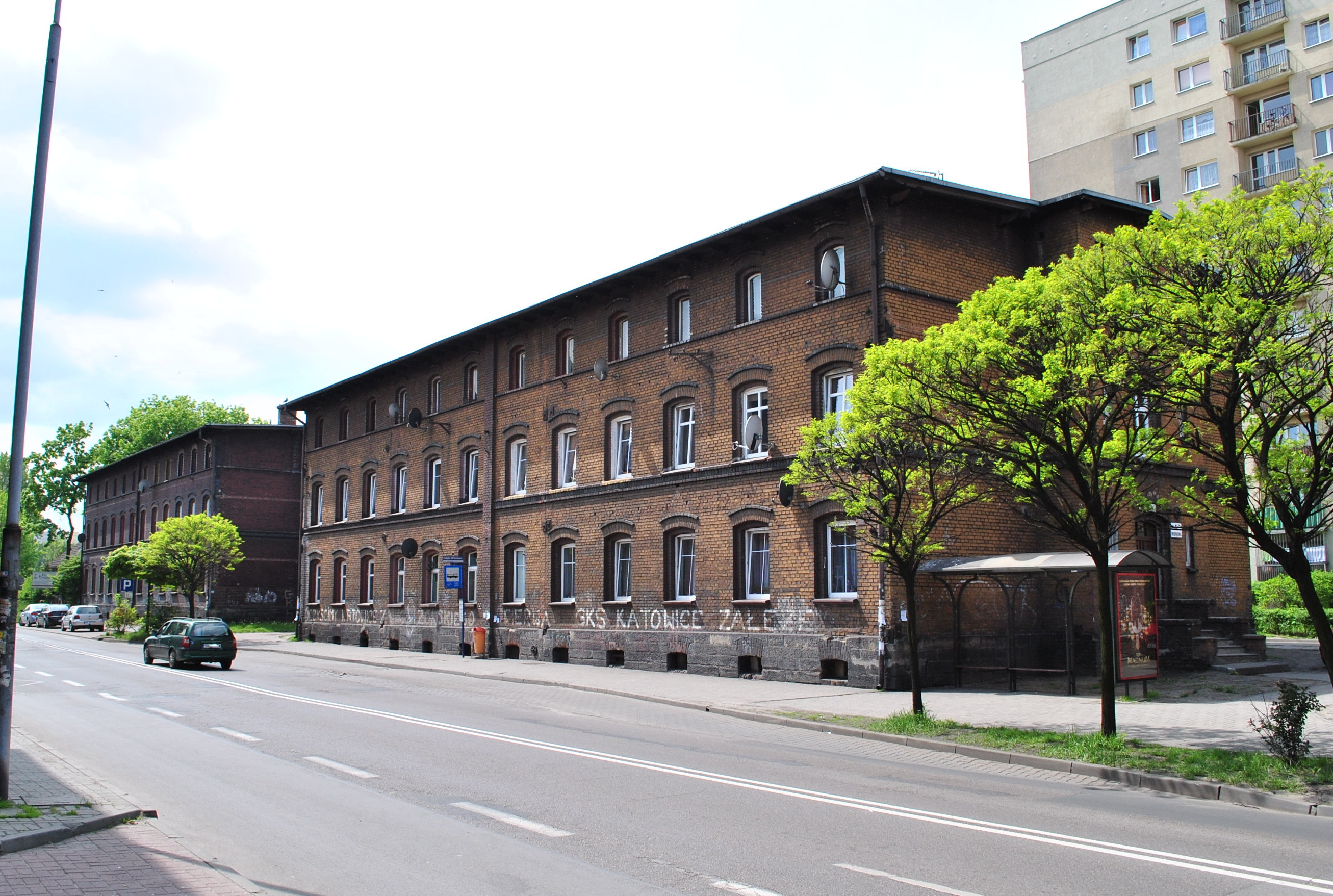
Familoki położone przy ulicy Wiśniowej 5/7 i 9/11 (2015)

- Krzyż przydrożny (ul. Gliwicka / ul. Wiśniowa) – w stylu historyzmu; jest to obiekt murowany z cegły i sztucznego kamienia, ze zdwojonym cokołem; krzyż posiada figurę Chrystusa; od frontu na cokole znajduje się napis Szczęść Boże[25],
- Familoki (ul. Wiśniowa 1/3, 5/7 i 9/1) – osiedla kopalni „Kleofas”; z końca XIX wieku w stylu historyzmu ceglanego prostego; są to obiekty murowane z cegły, z podmurówką kamienną, trójkondygnacyjne, zwieńczone dachem dwuspadowym; posiadają proste gzymsy, skromną artykulację poziomą i ozdobne wnęki okienne[26],
- Familoki (ul. Wiśniowa 2 / ul. Gliwicka 200; ul. Wiśniowa 4/6 i 8) – osiedla kopalni „Kleofas”; z końca XIX wieku w stylu historyzmu ceglanego prostego; są to obiekty murowane z cegły, z podmurówką kamienną, trójkondygnacyjna z poddaszem, zwieńczone dachem dwuspadowym; posiadają, skromną artykulację poziomą i ozdobne wnęki okienne[26],
- Familok (ul. Wiśniowa 10) – osiedla kopalni „Kleofas”; z końca XIX wieku w stylu historyzmu ceglanego prostego; jest to obiekt murowany z cegły, czterokondygnacyjny, zwieńczony dachem dwuspadowym; posiada proste gzymsy, łuki odcinkowe nad oknami i ozdobne wnęki okienne[27].